# Cory Lee
Cory Lee Urhahn (13 de noviembre de 1984) es una actriz y cantante canadiense, conocida sobre todo por su papel de Karma en la serie televisiva Instant Star (Estrella Instantánea).

## Música
Cory Lee, formó parte del grupo infantil oriental Ris - K, a los 15 años. En 2005, de la mano de la discográfica WideAwake, salió al mercado su primer álbum en solitario: "What a Difference day makes". Su estilo varía entre el R&B, el Tecno Pop y Hip Hop.
Su primer sencillo "The Naughty Song" fue nominado a un Juno Award, además de formar parte de la banda sonora de la serie de televisión The L Word.
Su segundo álbum llegaría dos años más tarde, en 2007, titulado "Sinful Innocence". Como primer sencillo eligió la canción R&B "Ovaload". Su último álbum narra sus vivencias y su modo liberal de ver la vida.

## Singles
- 2005 - "What a Different day makes"

- The naughty song
- Goodbye
- No Shoes, no shirt, no service.
- 2007 - "Sinful Innocence"

- Ovaload
- Lovers Holiday
- Games (ft. Michael Sun)
- Cold Decemer (ft. Ish)

## Curiosidades
- Versionó la canción de Alexz Johnson "Waste my time" y "Love to burn" para Estrella Instantánea.
- Su videoclip de Ovaload fue polémico por motivos religiosos.
- Cold December es la única balada que ha usado como sencillo.